# 亞歷山大·斐迪南 (圖恩和塔克西斯)
亞歷山大·斐迪南（德語：Alexander Ferdinand，1704年3月21日—1773年3月17日），圖恩和塔克西斯親王，1739年至1773年在位。

## 家庭
1731年，亞歷山大·斐迪南與布蘭登堡-拜律特藩侯格奧爾格·腓特烈·卡爾的女兒索菲·克莉絲汀結婚，兩人共有兩個兒子：
1. 卡爾·安瑟爾姆（1733年—1805年）
2. 腓特烈·奧古斯特（1736年—1755年），早逝

索菲·克莉絲汀於1739年去世。1750年，亞歷山大·斐迪南與菲斯滕貝格親王約瑟夫的女兒瑪麗亞·亨麗埃特·約瑟法（Maria Henriette Josepha）結婚，兩人共有1子2女：
1. 瑪麗亞·特蕾莎（英语：Maria Theresia Ahlefeldt）（1755年—1810年）
2. 伊莉莎白（英语：Elisabeth zu Fürstenberg）（1767年—1822年）
3. 馬克西米利安·約瑟夫（德语：Maximilian Joseph von Thurn und Taxis）（1769年—1831年）